# Denktiefe
Die Denktiefe ist die Fähigkeit eines Spielers oder eines Programms, Spielzüge vorherzuplanen und einen Entscheidungsbaum, der mögliche Entscheidungen anderer Spieler einschließt, zu erstellen, um dann die jeweils günstigsten Entscheidungen treffen zu können. Bei Spielen wie Schach, deren Regeln dem Zufall keinen Einfluss einräumen, ist die mögliche Denktiefe unbegrenzt, während Spiele mit Zufallskomponenten eine wahrscheinlichkeitstheoretische Analyse der Zufallskomponenten erfordern, die die sinnvolle Denktiefe einschränken kann.